# サラ・ガドン
サラ・ガドン（Sarah Gadon, 1987年4月4日 - ）は、カナダの女優。

## プロフィール
カナダのオンタリオ州トロントで生まれる。父親は心理学者、母親は学校の教師。兄のジェームズがいる。主にトロントで育つ。カナダ国立バレエ学校や、クロード・ワトソン・スクール・フォ・ザ・パフォーマンス・アーツなどに通い、トロント大学イニス・カレッジシネマ研究プログラムで学ぶ。

### 役者活動
1998年、10歳のころから役者として活動を始め、カナダのテレビドラマ『ニキータ』でデビュー。最初の長編映画出演は、ゾーイ役を演じた2003年の映画『Fast Food High』。
テレビドラマ『ビーイング・エリカ』に計14話出演したのをはじめ、『アナザー・ライフ 天国からの3日間』、『ライフwithデレク』、『フラッシュポイント -特殊機動隊ＳＲＵ-』、『マードック・ミステリー 〜刑事マードックの捜査ファイル〜』、といったカナダのテレビドラマを中心にそれぞれ出演を果たす。2009年にアメリカ合衆国ディズニーXD『アーロン・ストーン』に出演した。
アニメーションシリーズ『ルビー・グルーム』に計40話、『Friends and Heroes』にて計35話、 『Total Drama』では計23話、声の出演を果たす。
カナダの映画監督デヴィッド・クローネンバーグ作の2011年公開映画『危険なメソッド』にエマ・ユングとして、2012年には『コズモポリス』でエリーズ・シフリン役、2014年の『マップ・トゥ・ザ・スターズ』にクラリス・タガート役で、同監督作品に3作連続で起用された。2011年に公開されたメアリー・ハロン監督のホラー映画『モスダイアリー』でルーシー・ブレイク役で出演、2012年、デヴィッド・クローネンバーグの息子ブランドン・クローネンバーグが監督を務めたホラー映画『アンチヴァイラル』ではハンナ役で主演した。
2015年の『ロイヤル・ナイト 英国王女の秘密の外出』ではエリザベス2世役で主演を務めた。

## フィルモグラフィー

### 映画
| 公開年 | 邦題 原題                                                         | 役名                 | 備考                  |
| ------ | ----------------------------------------------------------------- | -------------------- | --------------------- |
| 2007   | チャーリー・バートレットの男子トイレ相談室 Charlie Bartlett       | プリシラ             |                       |
| 2011   | 危険なメソッド A Dangerous Method                                 | エマ・ジャン         |                       |
| 2011   | モスダイアリー The Moth Diaries                                   | ルーシー・ブレイク   |                       |
| 2011   | ドリームハウス Dream House                                        | シンディ             |                       |
| 2012   | アンチヴァイラル Antiviral                                        | ハンナ・ガイスト     |                       |
| 2012   | コズモポリス Cosmopolis                                           | エリース・シフリン   |                       |
| 2013   | 複製された男 Enemy                                                | ヘレン・クレイル     |                       |
| 2013   | ベル ある伯爵令嬢の恋 Belle                                       | エリザベス・マーレイ | 日本劇場未公開        |
| 2013   | もしも君に恋したら。 The F Word                                   | メーガン             | 日本劇場未公開        |
| 2014   | ナッツジョブ 〜サーリー&バディのピーナッツ大作戦!〜 The Nut Job   | ラナ                 | 声の出演              |
| 2014   | アメイジング・スパイダーマン2 The Amazing Spider-Man 2            | カリー               |                       |
| 2014   | マップ・トゥ・ザ・スターズ Maps to the Stars                      | クラリス・タガート   |                       |
| 2014   | ドラキュラZERO Dracula Untold                                     | ミレーナ / ミナ      |                       |
| 2015   | ロイヤル・ナイト 英国王女の秘密の外出 A Royal Night Out           | エリザベス王女       | [ 4 ]                 |
| 2016   | ルイの9番目の人生 The 9th Life of Louis Drax                      | ナタリー・ドラックス |                       |
| 2018   | セクシャリティー Octavio Is Dead!                                 | タイラー             |                       |
| 2018   | ジョン・F・ドノヴァンの死と生 The Death & Life of John F. Donovan | リズ・ジョーンズ     |                       |
| 2020   | Black Bear                                                        | ブレア               |                       |
| 2020   | ヴァンパイアvsザ・ブロンクス Vampires vs. the Bronx               | ヴィヴィアン         | Netflixオリジナル映画 |
| 2023   | フェラーリ Ferrari                                                | リンダ・クリスチャン |                       |
| TBA    | Cry from the Sea                                                  | Edith                | インプロダクション    |

### テレビ
| 放映年    | 邦題 原題                                                                 | 役名                       | 備考                                           |
| --------- | ------------------------------------------------------------------------- | -------------------------- | ---------------------------------------------- |
| 1998      | ニキータ La Femme Nikita                                                  | ジュリア                   | シーズン2第19話「人工頭脳の逆襲」              |
| 1999      | アー・ユー・アフレイド・オブ・ザ・ダーク? Are You Afraid of the Dark?     | モニカ                     | シーズン6第1話「The Tale of the Forever Game」 |
| 2000      | アナザー・ライフ 天国からの3日間 Twice in a Lifetime                      | 幼い頃のローラ・バーンハム | シーズン2第15話「Even Steven」                 |
| 2000      | もうひとりの僕 クローンは優等生 The Other Me                              | ヘザー                     | テレビ映画                                     |
| 2000      | ティーンズ救命隊 In a Heartbeat                                           | ジェニファー               | 計2話出演                                      |
| 2001      | ベールの向こうに What Girls Learn                                         | サマンサ                   | テレビ映画                                     |
| 2002      | ミュータントX Mutant X                                                    | キャサリン・ハートマン     | シーズン1第11話「消えゆく愛」                  |
| 2002      | カデット・ケリー Cadet Kelly                                              | アマンダ                   | テレビ映画                                     |
| 2005      | ライフwithデレク Life with Derek                                          | ヴィッキー                 | シーズン1第6話「ウェディング・プランナー」     |
| 2006-2007 | ルビー・グルーム Ruby Gloom                                               | ルビー・グルーム           | 主演、計26話声の出演                           |
| 2008      | フラッシュポイント -特殊機動隊SRU- Flashpoint                             | ターシャ・レッドフォード   | シーズン1第6話「Attention Shoppers」           |
| 2009      | アーロン・ストーン Aaron Stone                                            | マーティン                 | シーズン1第9話「美女とミュータント」           |
| 2009      | ビーイング・エリカ Being Erica                                            | ケイティ・アトキンズ       | 計14話出演                                     |
| 2009-2011 | マードック・ミステリー 〜刑事マードックの捜査ファイル〜 Murdoch Mysteries | ルビー・オグデン           | 計4話出演                                      |
| 2010      | ハッピー・タウン/世界一幸せな狂気 Happy Town                              | ジョージア・ブラヴィン     | 計8話出演                                      |
| 2016      | 11.22.63                                                                  | セイディ・ダンヒル         | 計8話出演                                      |
| 2017      | またの名をグレイス Alias Grace                                            | グレイス・マークス         | Netflixリミテッドシリーズ 主演、計6話出演      |
| 2019      | TRUE DETECTIVE/迷宮捜査 True Detective                                    | イライザ・モンゴメリー     | 計7話出演                                      |
| 2019      | キャッスルロック Castle Rock                                              | リタ・グリーン             | 計1話出演                                      |
| 2020      | モースト・デンジャラス・ゲーム Most Dangerous Game                        | ヴァル                     | 計15話出演                                     |

## 参考
1. ↑  “Sarah Gadon: this smart blonde didn’t let Cannes go to her head”. 2013年6月22日閲覧。
2. ↑  “Sarah Gadon: Biography”. 2013年6月22日閲覧。
3. ↑  “Q&A with ‘Rising Star’ and Cinema Studies student Sarah Gadon”. 2013年6月22日閲覧。
4. ↑  “19歳エリザベス王女が宮殿を抜け出す！英国王室版“ローマの休日”予告編”. シネマトゥデイ. (2016年3月25日) 2016年3月25日閲覧。